# Terapia larvale
La terapia larvale, chiamata anche asticoterapia o biochirurgia, è una terapia medica che utilizza le larve di mosca verde per la cura di ferite infette e ulcere.
Prevede l'applicazione di larve vive di mosca su tessuti lesi non in grado di rimarginare. Le larve rimuovono il tessuto necrotico della ferita, cibandosene e favoriscono lo sbrigliamento, agevolando la guarigione.